# Witwentangare
Die Witwentangare (Conothraupis mesoleuca) ist ein seltener Singvogel aus der Familie der Tangaren. Sie ist endemisch im Nationalpark Emas zwischen Goiás and Mato Grosso do Sul und galt zwischen 1938 und 2003 als verschollen.

## Beschreibung
Die Witwentangare erreicht eine Länge von 16 Zentimetern. Kopf, Kehle, Oberseite und Schwanz des Männchens sind schwarz. Die Unterbrust und der Bauch sind weiß, die Flanken und die Unterschwanzdecken sind ebenfalls schwarz. Charakteristisch ist der auffällige grauweiße konische Schnabel. Das Weibchen erinnert in seiner bräunlichen Gefiederfärbung sowohl an das Weibchen der Spiegeltangare (Conothraupis speculigera) als auch an das Weibchen des Ultramarinbischof (Cyanocompsa brissonii). Da aber erst ein Weibchen entdeckt wurde, sind weitere Studien notwendig, um genauere Daten zu erhalten.

## Lebensweise und Lebensraum
Über die Lebensweise der Witwentangare ist kaum etwas bekannt. Das Belegexemplar wurde inmitten der buschigen Vegetation im Trockenwald in der Übergangszone zwischen dem Amazonas-Regenwald und der brasilianischen Cerrado entdeckt.

## Wiederentdeckung und Status
Am 25. August 1938 entdeckte der französische Ethnologe Jehan Albert Vellard (1901–1996)  bei Juruena in Zentral-Brasilien eine neue Vogelart mit einem wuchtigen konischen Schnabel, deren Typusexemplar (ein Männchen) er an das Muséum national d’histoire naturelle in Paris sandte. Es war für 66 Jahre der einzige Nachweis über die Witwentangare. Nachdem es im Jahre 2003 eine unbestätigte Sichtung durch den Vogelführer Bráulio A Carlos in den Galeriewäldern im Nationalpark Emas gab, besuchte der brasilianische Ornithologe Dante Buzzetti im Oktober 2004 die mutmaßliche Fundstelle und hörte den Gesang eines Vogels, den er nicht identifizieren konnte. Er nahm den Gesang auf und konnte damit einen bräunlichen Vogel anlocken, der allerdings kaum zu beobachten war. Ein paar Tage später nahm Buzzetti wieder einen melodiösen Gesang auf, der es ihm ermöglichte, das erste Männchen der Witwentangare anzulocken und zu beobachten. Später bestätigte Buzzetti, dass der zuerst aufgenommene Gesang der des Witwentangarenweibchens war.
Seit 2004 gab es sechs Sichtungen an vier verschiedenen Stellen im Emas-Nationalpark. Lebensraumverlust durch die Degradierung der Cerrado und die Ausweitung der Landwirtschaft sind vermutlich der Hauptgrund für ihre Seltenheit.